# Plectromerus louisantoini
Plectromerus louisantoini là một loài bọ cánh cứng trong họ Cerambycidae.